# Sara Winter
Sara Fernanda Giromini (São Carlos, São Paulo, 18 de junio de 1992), conocida como Sara Huff y anteriormente como Sara Winter, es una activista y política brasileña ex-feminista en contra de la ideología de género y las doctrinas feministas. 
Fue la fundadora del capítulo brasileño del grupo Femen, pero después del segundo semestre de 2013 trabajó en su propio grupo, BastardXs. A partir de 2015 se incorporó al "Grupo Pro-Mujer", al mismo tiempo que empezó a luchar contra las posturas que una vez defendió, entre ellas la los roles de género, el feminismo y la legalización del aborto, defendiendo desde entonces posiciones políticas vinculadas a la derecha y al conservadurismo.
Winter fue candidata a diputada federal por los Demócratas en Río de Janeiro en las elecciones de 2018, sin ser elegida.
En 2019 fue coordinadora de políticas de maternidad en el Ministerio de la Mujer, Familia y Derechos Humanos del gobierno de Bolsonaro, al que defiende.

## Biografía
Con una historia de violencia doméstica, Sara afirmó haber experimentado diversos tipos de abuso, incluyendo el abuso sexual. Fue prostituta, habiendo trabajado en la prostitución durante diez meses. De acuerdo con sus declaraciones, se unió al movimiento feminista porque quería erradicar de alguna manera todo tipo de violencia contra la mujer. Fue fundadora de la variante brasileña grupo feminista Femen, pero después del segundo semestre de 2013 actuó en su propio grupo las BastardXs. A partir de 2015, pasó a participar del "grupo Pro-Mujer", al tiempo que comenzó a militar contra las pautas que otrora defendía, incluyendo la construcción social de los géneros y el feminismo.
Militante del grupo armado de extrema derecha «Movimiento 300», fue arrestada en Brasilia en junio de 2020 por la Policía Federal a instancias del Supremo Tribunal Federal, investigada por la presunta realización de «actos antidemocráticos».

### Carrera política
Fue candidata a la Cámara de Diputados de Brasil, por el partido Demócratas de Río de Janeiro en las Elecciones generales de Brasil de 2018, no consiguiendo elegirse.

### Activismo feminista
A los diecinueve años, con el objetivo de integrarse y fundar una célula del grupo Femen en Brasil, ella viaja a la ciudad de Kiev a fin de recibir entrenamiento y conocer una de las líderes del grupo, Inna Shevchenko. Al retornar al país en 2012, la activista describió su ideología de la siguiente manera:

Nuestra ideología es el sextremismo, una forma de oposición al machismo. Y la desnudez es usada por la sociedad patriarcal desde siempre, la mujer desnuda o no vende todo tipo de producto. Ya que somos mujeres, en lugar de vender productos, vendemos ideas sociales. Como todo el mundo le gusta mirar el cuerpo de una mujer, usamos nuestro cuerpo para pasar un mensaje escrito en el pecho, una protesta.
Sara Winter, entonces líder de Femen Brasil.

El grupo sufrió un giro con el cierre de su filial brasileña menos de un año después de su inauguración. En una nota oficial, la sede retiró el derecho de la líder brasileña Sara Winter de usar el nombre Femen. En mayo de 2013, la ucraniana Alexandra Shevchenko, una de las fundadoras de Femen, dijo: 
Sara ya "no es parte de nuestro grupo, que había muchos problemas con ella. Ella no está lista para ser una líder." 
La fundadora del grupo, Anna Hutsol también amenazó con "revelar el verdadero motivo por el que Sara entró en el Femen". En represalia, Sara tejió diversas críticas al grupo, afirmando que se trataba de una empresa y una acción de marketing en vez de un movimiento social legítimo, diciendo que las brasileñas jamás eran consultadas en relación con las acciones del grupo y que "ya no tenían gana ninguna de ser representadas por ellas". La ex-número dos del grupo, Bruna Themis acusó a Sara de centralización, autoritarismo y simpatía al nazismo.
Las declaraciones de Bruna Themis repercutieron en las redes sociales, donde surgieron rumores de que Sara habría pertenecido a un grupo neonazi durante la juventud en virtud de una Cruz de Hierro tatuada en su cuerpo. La activista negó participación en tales grupos, sin embargo reconoció que mantuvo contacto con neonazis a través de internet cuando tenía cerca de 15 años, y que realmente tenía ideas afines, sin embargo afirmó que conforme fue creciendo habría percibido que aquel era un "pensamiento muy errado".
Internautas llamaron atención al hecho de que su pseudónimo "Sara Winter" habría sido una alusión a Sarah Winter, una militante nazi-fascista en Inglaterra durante la Segunda Guerra Mundial, lo que fue clasificado por la activista como una "triste coincidencia". Por otro lado, ella abiertamente se declara admiradora de Plínio Salgado, fundador del partido de la extrema-derecha brasileño inspirado en el fascismo italiano, conocido durante la década de 1930, evaluando que la referida personalidad política fue un "defensor del país".

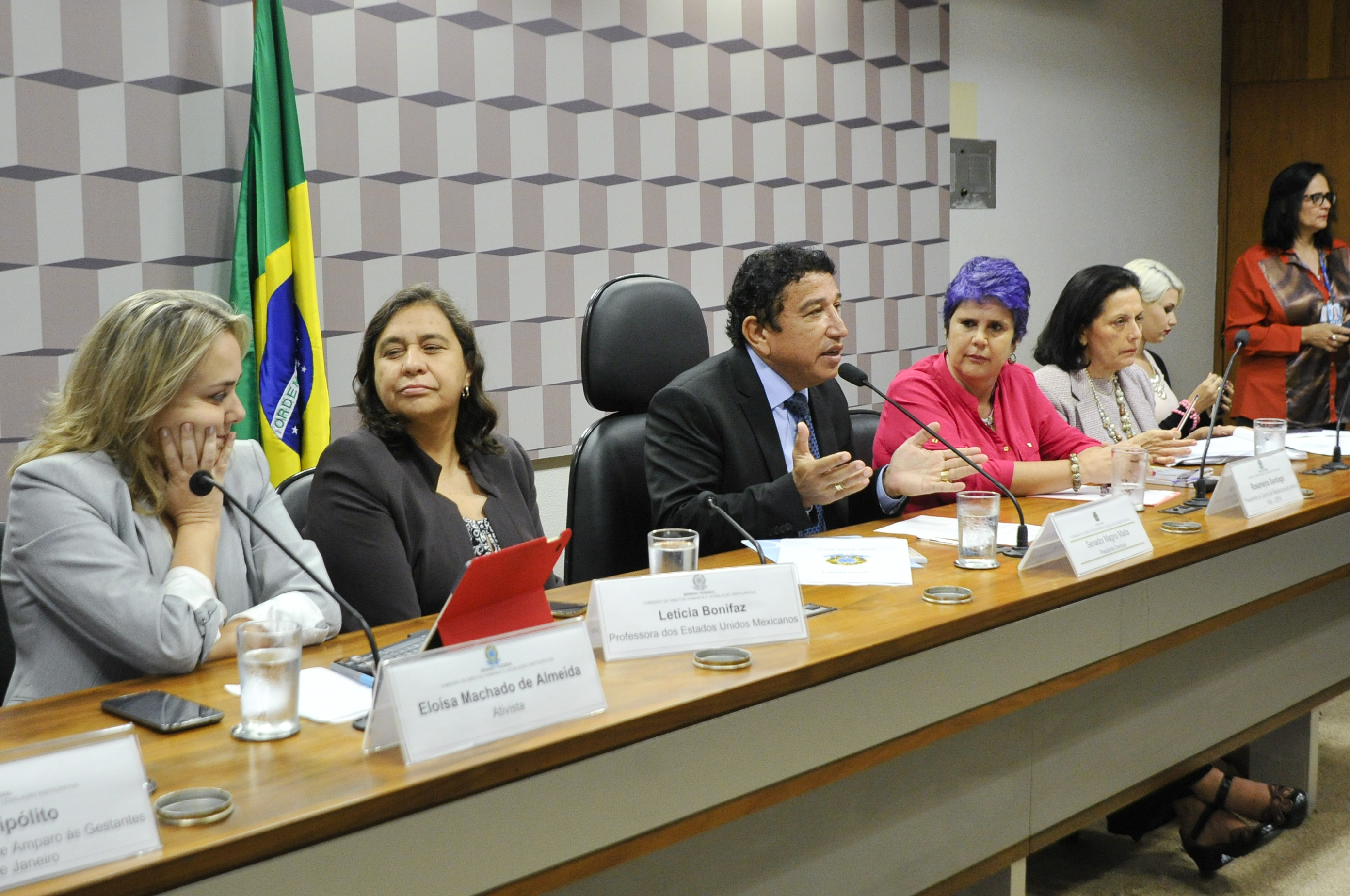
En la mesa, a partir de la izquierda: la activista; Eloísa Hacha de Almeida la senadora mexicana Letícia Bonifaz; el presidente eventual de la CDH, senador Magno Malta (PR-ES); a presidente del Centro de Reestructuración para la Vida - (Cervi), Rosemeire Santiago; la abogada y activista Leila Linhares y Sara Winter (Brasilia, 28 de abril de 2016).

En diciembre de 2013, a pesar de tener en su histórico una protesta contra la alienación social causada por el programa de televisión Big Brother Brasil, Sara fue candidata a una vacante en la edición de 2014 del programa.

### Activismo provida
En el año 2014 Sara Winter abandonó completamente cualquier asociación con grupos feministas que otrora había integrado, publicando incluso vídeos en el YouTube donde pedía perdón a los cristianos por cuenta de su comportamiento delante de aquellos grupos. Luego enseguida publicó un libro llamado "¡Perra no! Siete veces que fui traicionada por el feminismo", donde detallaba experiencias negativas que tuvo dentro del movimiento.
Luego que la activista se hizo madre de un niño, reveló que ya había abortado su primera gestación pero que ahora habría reformado sus posiciones sobre el aborto, haciéndose contraria a esta práctica.
Sara Winter también abrazó el cristianismo, afirmando que pretende criar su hijo "con base en los Diez Mandamentos".
La ex-feminista cree que su página en las redes sociales ha tenido un mayor éxito desde que salió de "grupos de izquierda", y ha sido alimentado a través de conferencias y venta de libros. 
Adicionalmente ella pretende capitalizar a partir de su experiencia, escribiendo un nuevo libro contando experiencias de ex-feministas que salieron del movimiento y fueron perseguidas. 
También pretende ingresar en la carrera política, sueño que nutre desde niña. Desde entonces, Sara Winter se ha relacionado con personalidades conservadoras de la política brasileña, como Everaldo Días Pereira, Marco Feliciano y Jair Bolsonaro, con quien anunció una asociación política en 2016 afirmando que van a luchar una supuesta inversión de los valores en la sociedad que sería provocada por movimientos sociales de izquierda tales como: feminismo, movimiento negro, movimiento LGBT y la ideología de género.

“Este es el movimiento más intolerante que he conocido en la vida. Él sólo da soporte a las mujeres que siguen una cartilla específica: tiene que ser de izquierda, no puede ser cristiana, no puede ser heterosexual y tiene que comenzar a deconstruir su estética. Si la mujer se alisa el pelo, se pinta, usa tacón alto, tiene que parar. Muchas veces tiene que dejarse crecer el vello . Algunas mujeres se sienten cómodas así, otras no. Pero si lo hace, tendrá más voz dentro del movimiento. Entonces ellos deshacen su estética, su creencia, su orientación sexual, su posición política.”
Sara Winter en entrevista al portal G1.

### Críticas
Grupos feministas nacionales e internacionales criticaron duramente las posiciones asumidas por Winter al frente del grupo, considerando que Sara no conoce con profundidad el feminismo y defiende banderas contradictorias o que no tienen sentido para la realidad brasileña. La organización ucraniana Femen llegó a afirmar que la brasileña “no respetaba la ideología del grupo” y también la acusó de mentir y “hacer cosas deshonestas”, como no realizar acciones por las cuales recibía dinero de Europa.